# Кенгавер
Кенгаве́р (перс. کنگاور‎, англ. Kangāvar) — город на западе Ирана, в провинции Керманшах. Административный центр шахрестана Кенгавер. Четвёртый по численности населения город провинции.

## География
Город находится на востоке Керманшаха, в горной местности западного Загроса, на высоте 1 456 метров над уровнем моря.
Кангавар расположен на расстоянии приблизительно 75 километров к северо-востокуу от Керманшаха, административного центра провинции и на расстоянии 325 километров к юго-западу от Тегерана, столицы страны.
Окрестности города, расположенного в долине реки Кенгавер, обладают очень плодородной почвой и включают в себя около 30 деревень.

## История

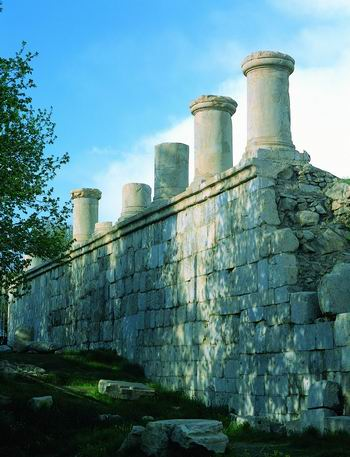
Колонны руин «Храм Анахиты».

Кенгавер впервые был упомянут Исидором Харакским в первом веке под названием Конкобар в древней провинции Экбатана (современный Хамадан).
В начале XX века Кенгавер был поместьем семьи покойного судебного чиновника, создавшего сепаратное правительство.

## Население
На 2006 год население составляло 48 901 человека; в национальном составе преобладают курды племени лак (не путать с лакцами, народом в Дагестане), в конфессиональном — мусульмане-шииты.
| 1986   | 1991   | 1996   | 2006   | 2011   |
| ------ | ------ | ------ | ------ | ------ |
| 38 453 | 47 434 | 50 269 | 48 901 | 48 454 |